# Harish-Chandras Ξ-funktion
Inom harmonisk analys, en del av matematiken, är Harish-Chandras Ξ-funktion en speciell sfärisk funktion på en halvenkel Liegrupp, studerad av Harish-Chandra (1966, sektion 16).
Harish-Chandra använde den till att definiera Harish-Chandras Schwartzrum.
Wallach (1988, 4.5) ger en detaljerad beskrivning av egenskaperna av Ξ.

## Definition
{\displaystyle \Xi (g)=\int _{K}a(kg)^{\rho }dk,}
där
- K är en maximal kompakt delgrupp av en halvenkel Liegrupp med Iwasawasammansättning G=NAK
- g är ett element av G
- ρ är en Weylvektor
- a(g) är elementet a i Iwasawasammansättningen g=nak